# 布拉什 (科罗拉多州)
布拉什（英語：Brush），是美国科罗拉多州摩根县下属的一座城市。建市于1884年11月24日，面积大约为2.474平方英里（6.407平方公里）。根据2010年美国人口普查，该市有人口5,463人。2011年估计该市有人口5,292人，相比2010年人口增长率为-3.13%。同时，论人口该市是科罗拉多州第70大城市。